# Molanna tryphena
Molanna tryphena är en nattsländeart som beskrevs av Betten 1934. Molanna tryphena ingår i släktet Molanna och familjen skivrörsnattsländor. Inga underarter finns listade i Catalogue of Life.